# Колманскоп

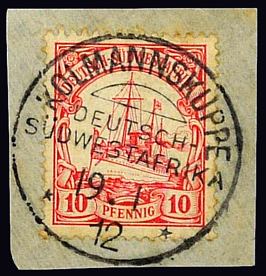
Марки для німецької Південно-Західної Африки поштовим штемпелем Kolmannskuppe 1912

Колманскоп (африкаанс на пагорби Колмана, нім. Kolmannskuppe) — місто-привид у пустелі Наміб в південній частині Намібії, за декілька кілометрів від портового містечка Людериц.
У 1908 році чорний робітник Zacharias Lewala знайшов алмаз під час роботи в цій області, і показав її своєму керівнику, німецькому залізничному інспектору Аугусту Штауху (August Stauch). Зрозумівши, що ця область багата алмазами, багато німецьких шахтарів оселилися в цій області, і незабаром німецький уряд оголосив про добування алмазів на території Шперґебіт.
Було побудоване багате поселення в стилі німецького містечка з усіма зручностями та установами, включаючи лікарні, бальний зал, електростанції, школи, кегельбан, кінотеатр і спортивний зал, казино, льодову фабрику і першу рентгенівську лабораторію у південній півкулі, а також перший трамвай у Африці. Він мав залізничне сполучення з портом Людериц.
Після першої світової війни родовища алмазів поступово вичерпалися. У 1918 році більшість жителів покинуло Колманскоп і рушило на південь, до Оранжевої ріки, де відкрилося свіже родовище каменів. У 1980 р. локальний алмазний трест дещо тут відреставрував і відкрив музей. Вже майже 30 років місто-привид підтримують у непоганому стані. Але туристам сюди так просто не потрапити — треба купувати спеціальний дозвіл і їхати організованими групами тільки з Людеріца і виключно з ранку до обіду. Територію патрулюють, а десь поряд досі видобуваються знамениті намібійські алмази.

## У культурі
- Місто було використано як одне з місць зйомок фільму Піщаний диявол.
- У 2000 році тут проходили зйомки фільму Король живий [3].
- Місто було показане в епізоді фільму «Життя після людей»
- Місто було використане у фільмі BBC «Чудеса світу».

## вебпосилань
- Колекція фотографій Kolmanskop 2012 [Архівовано 3 травня 2014 у Wayback Machine.] (На німецькому)